# HD 179957
HD 179957，又名BD+49 2959，SAO 48192、HR 7293，是一颗恒星，视星等为6.75，位于銀經80.67，銀緯17.27，其B1900.0坐标为赤經19h 9m 29.5s，赤緯+49° 17.27′ 2″。